# Andvarinaut
Na mitologia nórdica, Andvarinaut (nórdico antigo: a oferta de Andvari), era um anel mágico forjado pelo anão Andvari que tinha a faculdade de atrair outros metais preciosos e ajudava seu dono a encontrar mais ouro. Na ópera Der Ring des Nibelungen, de Richard Wagner, é conhecido como o Anel do Nibelungo.

## A lenda de Andvarinaut
Quando Odin, Loki e Thor caminhavam por Midgard, Loki mata uma lontra que nadava no rio e pega sua pele. Mais tarde eles descobrem que se tratava de Otaro, irmão de Fafnir e Regin, e filho do rei dos anões, Hreidmar. Hreidmar exige a morte de Loki pelo assassinato de seu filho. Odin, para salvar Loki, faz um acordo com Hreidmar no qual eles pagariam uma peça de ouro por cada fio de cabelo da pele de Otaro. Hreidmar aceita e fica com Odin e Thor como reféns até que Loki cumpra o acordo.
O único tesouro que possuía todo esse ouro pertencia a Andvari. Usando uma rede fornecida por Ran, Loki captura Andvari na sua forma de salmão e exige o seu tesouro e Andvarinaut em troca da sua liberdade. Andvari é obrigado a dar a Loki o seu tesouro, mas amaldiçoa o anel de modo a que destruísse qualquer ser que o usasse. Sábio, Loki não toca no anel e oferece-o a Hreidmar junto com o resto do tesouro. Hreidmar é então assassinado por Fafnir e Regin por causa do ouro, mas Fafnir decide que quer o tesouro só para si e transforma-se num dragão, afastando o irmão.
A mando de Regin, Sigurdo mata Fafnir e toma para si todo o tesouro, oferecendo Andvarinaut a Brunilda e prometendo casar-se com ela. No entanto, Sigurdo é enfeitiçado por Grimilda e acaba por desposar Gudrun, irmã de Gunnar, Hogni e Guttorm. Mais tarde, Sigurdo recuperou o anel de Brunilda e ofereceu-o a Gudrun, que o usou como símbolo da união de ambos mesmo após a morte deste às mãos dos seus irmãos. Depois da morte de Sigurdo e Brunilda, Gunnar esconde o tesouro numa caverna para protege-lo de seus inimigos. Anos mais tarde, Andvari descobre a caverna e recupera o seu tesouro, mas Andvarinaut estava perdido para sempre.

## Na cultura popular
A lenda de Andvarinaut é um dos temas centrais da ópera Der Ring des Nibelungen, de Richard Wagner, e terá inspirado o romancista britânico J. R. R. Tolkien a criar o Um Anel do seu romance de fantasia, O Senhor dos Anéis.
O Anel do Nibelungo é citado na Saga de Asgard do anime Os Cavaleiros do Zodíaco.
Em Zero no Tsukaima, o anel Andvarian é um item com muito poder, guardado por um espírito da água, mas foi roubado por Cromwell, para tomar o poder de Albion. Para obter a lágrima no espírito da água, Saito se compromete a devolver o anel.